# Heinz Hellmich (General)
Heinz Hellmich (* 9. Juni 1890 in Karlsruhe; † 17. Juni 1944 bei Canville-la-Rocque nahe Cherbourg, Frankreich) war ein deutscher Generalleutnant im Zweiten Weltkrieg.

## Leben
Hellmich trat am 14. November 1908 als Fahnenjunker in das 4. Lothringische Infanterie-Regiment Nr. 136 der Preußischen Armee ein und avancierte bis Mitte Juni 1910 zum Leutnant. Ab Oktober 1913 wurde er in der MG-Kompanie verwendet und nach Ausbruch des Ersten Weltkriegs während den Kämpfen an der Westfront am 3. September 1914 schwer verwundet. Nach seiner Genesung war Hellmich Mitte Januar 1915 zunächst beim Ersatz-Depot und kehrte Ende des Monats als Kompanieführer zu seinem Regiment an die Front zurück. Im Sommer verlegte sein Verband an die Ostfront, wo er am 23. September 1915 in russische Kriegsgefangenschaft geriet. Ihm gelang jedoch die Flucht nach Deutschland. Zunächst traf Hellmich Ende Februar 1918 beim Ersatz-Bataillon seines Stammregiments ein. Ab April wurde er als Ordonnanzoffizier und Generalstabsanwärter beim Oberkommando der Heeresgruppe Herzog Albrecht verwendet sowie in dieser Eigenschaft am 11. Juni 1918 mit Patent vom 18. Dezember 1915 zum Oberleutnant befördert.
Nach Kriegsende erfolgte am 23. Dezember 1918 die Rückversetzung in sein Stammregiment und Hellmich schloss sich nach der Demobilisierung als Kompanieführer in der I. Abteilung der Landesschützenbrigade an. Ende Mai 1919 wurde er in die Vorläufige Reichswehr übernommen und zunächst im Reichswehr-Schützen-Regiment 7 verwendet. Ab Oktober 1919 war er Kompanieführer im Reichswehr-Schützen-Regiment 104 und wurde Ende März 1920 unter Belassung in seiner Stellung mit der Wahrnehmung der Geschäfte als MG-Offizier beim Stab der Reichswehr-Brigade 4 beauftragt. Am 1. Januar 1921 wurde er in das Infanterie-Regiment 12 versetzt und avancierte zwei Monate später zum Hauptmann sowie am 18. April 1922 zum Kompaniechef. Nach einer dreijährigen Tätigkeit im Reichswehrministerium erfolgte im Oktober 1928 seine Versetzung in das 11. (Sächsisches) Infanterie-Regiment. Für ein Jahr befand Hellmich sich als Major beim Stab der 4. Division (Reichswehr), bevor ab 1. Oktober 1932 eine Lehrtätigkeit an der Kriegsakademie aufnahm. Er wurde am 1. März 1934 Oberstleutnant und mit der Ernennung zum Kommandeur des III. Bataillons im 18. Infanterie-Regiment trat er am 1. August 1934 in den Truppendienst zurück.
In der Wehrmacht war er als Oberst (Beförderung am 1. Januar 1936) ab 1. Oktober 1936 Kommandeur der Heeresdienststelle 9 in Köln. Vom 1. Oktober 1938 an war er zur besonderen Verwendung im Generalstab des Heeres- und Abteilungschef im Reichsluftwaffenministerium. Mit Beginn des Zweiten Weltkriegs wurde Hellmich am 1. September 1939 Oberquartiermeister der 7. Armee und erhielt am 1. Oktober 1939 die Beförderung zum Generalmajor. Zum 25. Oktober 1939 trat er in gleicher Eigenschaft zur Heeresgruppe B über. Vom 1. Juni 1940 bis 17. Januar 1942 war er Kommandeur der 23. Infanterie-Division und wurde zwischenzeitlich im September 1941 Generalleutnant. Anschließend befand er sich in der Führerreserve und führte vom 1. April 1942 bis zum 9. Dezember 1944 die 141. Reserve-Division. Dann kurzzeitig erneut in die Führerreserve versetzt, war er vom 15. Dezember 1942 bis Ende Dezember 1944 Inspekteur der Osttruppen im OKH, befand sich ein weiteres Mal in der Führerreserve und wurde am 10. Januar 1944 Kommandeur der 243. Infanterie-Division. Während der Kämpfe im Rahmen der Alliierten Landung in der Normandie kam Hellmich am 17. Juni 1944 bei einem Luftangriff ums Leben. Ihm wurde postum am 2. September 1944 das Ritterkreuz des Eisernen Kreuzes verliehen.